# Zubî, Kotelva
Zubî (în ucraineană Зуби) este un sat în comuna Kozlivșciîna din raionul Kotelva, regiunea Poltava, Ucraina.

## Demografie
Componența lingvistică a localității Zubî
     Ucraineană (100%)
Conform recensământului din 2001, toată populația localității Zubî era vorbitoare de ucraineană (100%).